# ارنست فوریمن
ارنست فوریمن (انگلیسی: Ernst Fuhrimann؛ زادهٔ ۲۸ ژوئن ۱۹۱۳) دوچرخه‌سوار اهل سوئیس است.